# Eva und Adam – Vier Geburtstage und ein Fiasko
Der Kinderfilm Eva und Adam – Vier Geburtstage und ein Fiasko ist ein schwedischer Liebesfilm von Regisseur Catti Edfeldt aus dem Jahr 2001. Der Film ist eine Fortsetzung der Serie Eva und Adam.

## Handlung

### Einleitung
Eva feiert bald ihren vierzehnten Geburtstag. Sie ist seit fast drei Jahren mit Adam zusammen. Es stört sie allerdings, dass ihre Klassenkameraden Witze deswegen über sie machen. Auf ihrer Geburtstagsparty kommen ihr immer mehr Zweifel, ob ihre Beziehung noch Bestand hat. Kurz nach ihrem Geburtstag macht sie mit Adam Schluss.

### Hauptteil
Während der Proben zu einem Konzert trifft Eva Petra, die Stiefschwester ihrer besten Freundin Annika. Mit Annika bespricht Eva die Trennung von Adam. Annika hat gerade einen neuen Freund bekommen, und so fühlt sich Eva schon bald von Unternehmungen ausgeschlossen, die Pärchen machen.
Die Geburtstagsparty von Annikas Mutter steht an. Die Kinder helfen dort als Kellner aus. Dort trifft Eva Adam wieder. Es ist nicht leicht für sie, nach der Trennung etwas zusammen zu machen.
Die dritte Geburtstagsparty folgt kurz danach; diesmal hat Evas kleiner Bruder Geburtstag. Da Adam ihm schon vor der Trennung versprochen hatte, auf die Party zu kommen, hält er auch sein Wort. Auf diesem Kindergeburtstag ist auch Petra. Auf der Feier kommen Adam und Petra sich näher und werden schließlich ein Liebespaar.
Am nächsten Tag hat die Musikaufführung Premiere. Bei dieser haben Eva und Petra mehrere Gesangsduette. Während gerade eine andere Musiknummer auf der Bühne läuft, besprechen sich die beiden Mädchen. Es kommt dabei zu einem Streit zwischen den beiden. Die Mädchen tragen während dieses Gespräches Funkmikrofone. Da Evas älterer Bruder versehentlich ihre Mikrofone geöffnet hatte, hat das Publikum dieses Gespräch mitgehört. Und Adam war auch im Publikum. So bekommt er die Beleidigungen mit, die Eva im Streit über ihn gesagt hat.
Durch diese peinliche Situation traut sich Eva zunächst nicht mehr in die Schule, und schwänzt den Unterricht. Später versucht Eva sich telefonisch bei Adam zu entschuldigen, doch dieser legt auf. Als Eva wieder zur Schule geht, gehen sie sich aus dem Weg.
Schließlich folgt der vierte Geburtstag; diesmal von Petra. Auf dieser Party treffen sich Eva und Adam wieder, und sie beginnen wieder miteinander zu reden. Es kommt schließlich zu einer Aussprache zwischen Petra und Adam. Petra hat schon gemerkt, dass Adam immer noch in Eva verliebt ist.

### Schluss
Am Abend vor einem Briefkasten treffen sich Eva und Adam schließlich zufällig wieder und es kommt zur endgültigen Versöhnung zwischen den beiden. Und so sind Eva und Adam wieder ein Liebespaar.

## Hintergrund
Ursprünglich war Eva und Adam eine Comicserie. Daraus entwickelte sich dann eine Romanreihe, bis schließlich die Fernsehserie Eva und Adam produziert wurde. Aufgrund des großen Erfolges der Serie entstand noch eine weitere Staffel, und schließlich der Kinofilm.
Der Titel des Films spielt auf den britischen Film Vier Hochzeiten und ein Todesfall an. Die Handlung entwickelt sich während vier Geburtstagsfeiern, und der dramatische Höhepunkt folgt während der Musikaufführung.

## Kritiken
„Eva & Adam ist ein Film über Beziehungen. […] Mitunter wird das zu einer nervigen Studie über Mini-Erwachsene, und das beruht unter anderem auf etlichen Dialogen, die man unmöglich bringen kann. Man mache den Selbstversuch und stelle sich vor, als Vierzehnjährige sagen zu sollen: ‚Meine Gefühle sind völlig erkaltet‘. […] Eva & Adam ist ein Film, der gut gemeint ist, der aber einer stärkeren Geschichte bedurft hätte, um ihn als engagiert empfinden zu können.“

„Rock, Pop, Hip-Hop und Rap-Musik, als Ausdruck eines Lebensgefühls spielte in den neuesten nordischen Filmen eine große Rolle. Sie ist Dreh- und Angelpunkt bei der Liebesgeschichte zwischen den Teenagern in Eva und Adam. Musik ist Bestandteil der Filmfabel, und sie bringt Schwung aus dem ‚Off‘: Der schwedische Exportschlager ‚Shebang‘ liefert mit dem Refrain ‚Hey Romeo, where is your Julia now?‘ exakt die zum Film passende Zeile.“